# Irish Open 2016
Die Irish Open 2016 im Badminton fanden vom 7. bis zum 10. Dezember 2016 in Dublin statt.

## Sieger und Platzierte
| Disziplin    | Gold                               | Silber                            | Bronze                                |
| ------------ | ---------------------------------- | --------------------------------- | ------------------------------------- |
| Herreneinzel | Fabian Roth                        | Scott Evans                       | Pablo Abián                           |
| Herreneinzel | Fabian Roth                        | Scott Evans                       | Kim Bruun                             |
| Dameneinzel  | Line Kjærsfeldt                    | Shuo Yun-Sung                     | Mette Poulsen                         |
| Dameneinzel  | Line Kjærsfeldt                    | Shuo Yun-Sung                     | Natalia Koch Rohde                    |
| Herrendoppel | Jones Ralfy Jansen Josche Zurwonne | Liao Min-chun Su Ching-heng       | Raphael Beck Peter Käsbauer           |
| Herrendoppel | Jones Ralfy Jansen Josche Zurwonne | Liao Min-chun Su Ching-heng       | Konstantin Abramov Alexandr Zinchenko |
| Damendoppel  | Émilie Lefel Anne Tran             | Julie Finne-Ipsen Rikke S. Hansen | Sophie Brown Sarah Walker             |
| Damendoppel  | Émilie Lefel Anne Tran             | Julie Finne-Ipsen Rikke S. Hansen | Ashwini Ponnappa Siki Reddy           |
| Mixed        | Mathias Christiansen Sara Thygesen | Robin Tabeling Cheryl Seinen      | Gaëtan Mittelheisser Émilie Lefel     |
| Mixed        | Mathias Christiansen Sara Thygesen | Robin Tabeling Cheryl Seinen      | Marvin Seidel Linda Efler             |